# Notiobiella unita
Notiobiella unita är en insektsart som beskrevs av Banks 1909. Notiobiella unita ingår i släktet Notiobiella och familjen florsländor. Inga underarter finns listade i Catalogue of Life.